# Siemens Mobility
Siemens Mobility — департамент німецького концерну Siemens AG. Виробляє залізничну техніку, трамваї, локомотиви, системи автоматизації для залізниць та міського рейкового транспорту, системи для сортування листів і кореспонденції, обладнання для аеропортів.
Департамент був сформований в ході структурної реорганізації в 2018 році з департаменту Siemens Transportation Systems і активів пов'язаних з транспортною логістикою та інфраструктурою департаменту Siemens I&S.

## Продукція
Локомотиви
- Vectron[en]
- Asiarunner[en]
- Eurorunner[en]
- EuroSprinter
- Siemens E40 AG-V1[en] електровоз
- Korail Class 8200[en]
- NSB Di6[en]
- NSB Di8[en]
- Siemens ACS-64[en] електровоз
- Siemens Charger[en] дизель-електровоз
- SNCB Class 77[en]
- VSFT G 322[en]

EMU та DMU
- ICE 4[en]
- ÖBB Class 4011[en]
- ÖBB Class 4020[en]
- Siemens Velaro
  - Eurostar e320[en]
  - TCDD HT80000
  - CRH3
- Siemens Mireo
- Desiro EMU/DMU
  - Desiro Double Deck
    - RABe 514[en]

  - British Rail Class 185[en]
  - British Rail Class 350[en]
  - British Rail Class 360
  - British Rail Class 444[en]
  - British Rail Class 450[en]
  - British Rail Class 700[en]
  - British Rail Class 707[en]
  - British Rail Class 717[en]

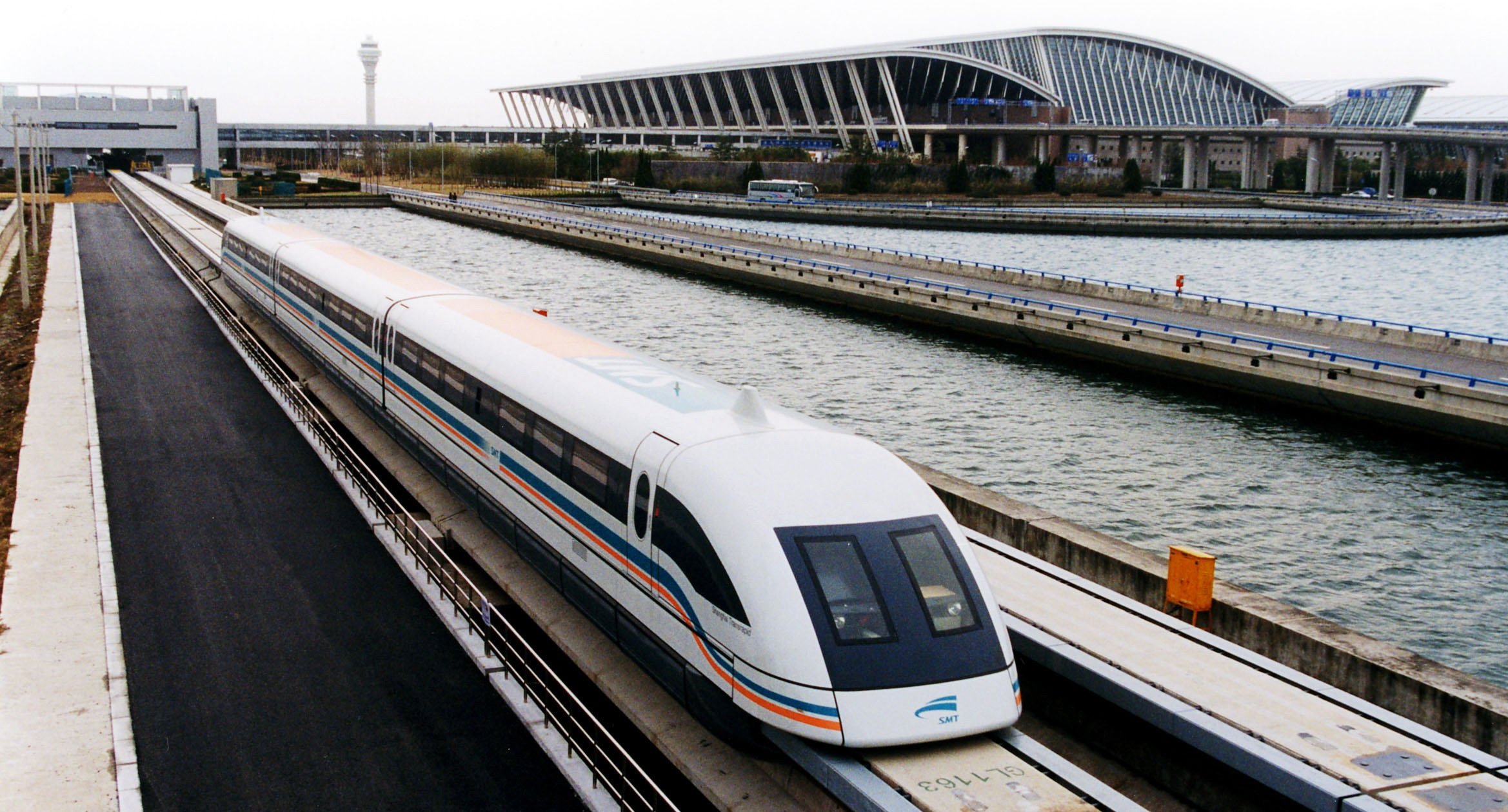
Потяг Maglev виходить з міжнародного аеропорту Пудун, Шанхай

- British Rail Class 332[en] - кузов, виготовлений CAF
- British Rail Class 333[en] - кузов, виготовлений CAF
- Siemens Nexas[en]

Електропоїзди
- Viaggio Classic
- Viaggio Twin - двоповерховий вагон
- Siemens Viaggio Light[en]
- Siemens Viaggio Comfort
- Siemens Venture[en]

Трамваї
- Перша генерація: Siemens-Duewag U2[en]
- Друга генерація: Siemens SD-160[en], Siemens SD-460[en], Siemens SD660[en]
- Третя генерація: Siemens S200[en], Siemens Avanto
- Siemens Avenio трамавай
- Siemens ULF трамвай
- D-class Melbourne tram[en]

People Mover
- VAL series - придбано від Matra
  - VAL 208 - використовується CDGVAL, Реннський метрополітен, U (лінія ЛРТ, Ийджонбу), Туринський метрополітен
  - VAL 206 - використовується Orlyval, Метрополітен Тулузи
  - AIRVAL - використовується Аеропорт Суварнабхумі

Метропотяги
- Siemens C651[en]
- Siemens Modular Metro
- Inspiro Metro
- Tren Urbano - індивідуальний набір поїздів, схожий на вагони MBTA Червона лінія
- Синя лінія (MBTA) Series 0700 (#5 East Boston) - індивідуальний набір поїздів
- New Tube for London[en]
- Taipei Metro C321[en]
- Taipei Metro C341[en]

Маглев
- SMT Transrapid